# 土壌物理学
土壌物理学 （どじょうぶつりがく）は、土壌の物理的性質と過程を研究する学問分野である。自然あるいは人工の生態系を管理・予測するときに応用される。土壌物理学は、土壌の構成成分である固体、液体、気体の三相を取り扱う。物理学、物理化学、工学、気象学の原理を、農業、生態学、工学のような現実的な問題を解決するために利用する。特に、現代では多くの農家が農業生態系の理解を必要としているため、重要となっている。

## 著名な土壌物理学者
エドガー・バッキンガム (1867–1940)
土壌中のガスの拡散と不飽和帯における土壌中の水分移動に関する理論。
ロレンツォ・リチャーズ (1904–1993)
不飽和土壌における一般的な水移動、テンシオメーターによる土壌の水ポテンシャルの測定。
ジョン・フィリップ (1927–1999)
一般的な土壌水分移動の解析解。